# Karim Braham Chaouch
Pour les articles homonymes, voir Braham et Chaouch.
Karim Braham-Chaouch, né le 17 juillet 1978 à Alger, est un ancien footballeur algérien évolue au poste d'attaquant.

## Carrière
- 1997-1999 :  IB Khemis El Khechna
- 1999-2001 :  CRB Bordj El Kiffan
- 2001 :  MC Alger
- 2001-2002 :  JSM Chéraga
- 2002-2006 :  MC Alger
- → 2006 :  JSM Béjaïa
- 2006-2008 :  JSM Béjaïa
- 2008-2009 :  MSP Batna
- 2009-2010 :  JS Kabylie
- → 2010 :  NA Hussein Dey
- 2010-2011 :  MC Oran[1],[2]
- → 2011 :  Paradou AC

## Palmarès
- Vainqueur de la coupe d'Algérie en 2008 avec la JSM Béjaïa.
- Accession en Ligue 1 en 2003 avec la MC Alger.
- Accession  en Ligue 1 en 2006 avec la JSM Béjaïa.

### Distinctions personnel
- Meilleur buteur de la Nedjma D1 en 2004 avec le MC Alger.